# Herinneringsmedaille ter gelegenheid van het 25e Eeuwfeest van de Stichting van het Keizerrijk Iran

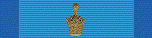
Baton van het 25e Eeuwfeest.

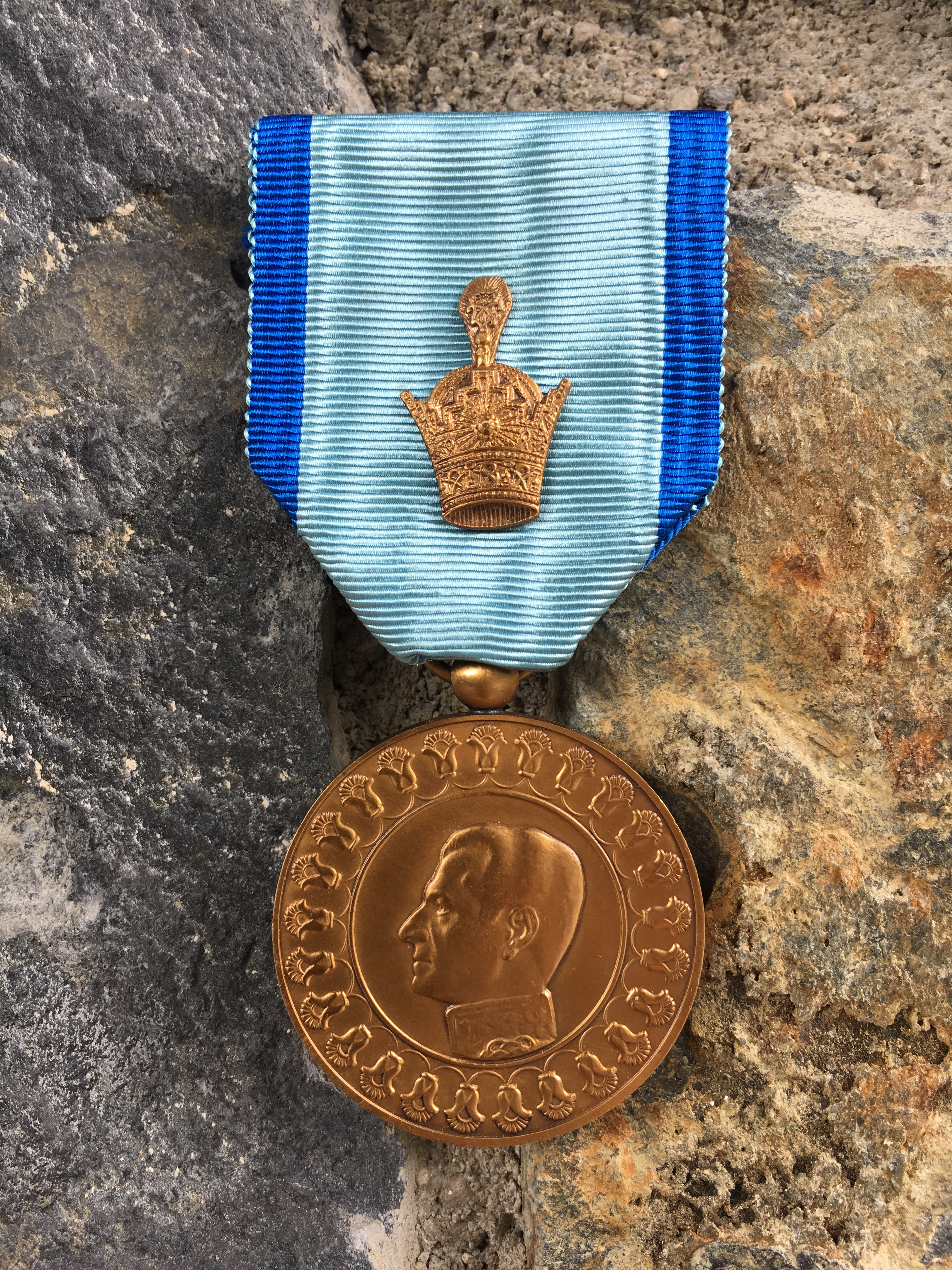
Herinneringsmedaille ter gelegenheid van het 25e Eeuwfeest van de Stichting van het Keizerrijk Iran

De shahinsjah van Perzië, Mohammed Reza Pahlavi, organiseerde in 1971 een reusachtig feest ter gelegenheid van het "25e eeuwfeest van het Iraanse keizerrijk'. Het feest werd in tenten rondom de resten van het door Alexander de Grote in brand gestoken paleis in Persepolis gehouden. Het feest, waarbij de gasten bijzonder rijk werden onthaald op kaviaar en champagne, zette veel kwaad bloed bij de armen in Iran en bij de conservatieve geestelijken.
Prins Bernhard der Nederlanden, die vriendschappelijk met de sjah omging, was een van de duizenden gasten en de herinneringsmedaille die de Perzische heerser aan al de betrokkenen en de gasten verleende, was een van de zesennegentig onderscheidingen van prins Bernhard, zie de Lijst van onderscheidingen van prins Bernhard der Nederlanden.
Ook maarschalk Tito was aanwezig; zie de Lijst van ridderorden en onderscheidingen van maarschalk Tito.